# Auld Lang Syne
Auld Lang Syne, Roud 6294, är en av de mest välkända sångerna i engelsktalande länder. Där sjungs den vanligen varje nyårsafton vid tolvslaget och är starten på ett nytt år.
Texten, som är skriven av den skotske poeten Robert Burns 1788, baserades på äldre skotska ballader. Den melodi som Burns föreslog är inte den som i dag används. Den mest kända nutida melodin räknas som folkmelodi, men har enligt Musikens Värld tillskrivits William Shield.
I ett musikaliskt arrangemang av Herbert Stothart går den under titeln The Farewell Waltz. I filmen Dimmornas bro (1940) spelades den som kvällens sista dans med det romantiska skådespelarparet Robert Taylor och Vivien Leigh. 
Med svensk text skriven av Lennart Reuterskiöld 1942 går den under titeln Godnattvalsen (inledningsraden "Precis som allra första gång, när vi möttes apropå") och har sjungits in av Ulla Billquist, Lasse Lönndahl, Vikingarna och flera andra artister.
Melodin har även använts till en svensk scoutsång; När lägerelden brunnit ut, samt en svensk punschvisa; Sista punschvisan.
Den text på svenska som följer originalet skrevs 1993 av Lennart Hellsing för en utgåva av Julens önskesångbok och kallas För gamla goda dar min vän.
Musikaliskt bör noteras att melodin till Auld Lang Syne går i 4/4-takt, medan arrangemanget The Farewell Waltz (Godnattvalsen) går i 3/4-takt, vilket är en nödvändig retusch, om det ska gå att dansa vals till melodin. Svenskar är ofta mer hemmastadda med Godnattvalsen i 3/4-takt än med Auld Lang Syne i 4/4-takt, vilket kan ge problem, när de på något musikinstrument ska exekvera Auld Lang Syne i rätt taktart.
Även modernare versioner har förekommit med andra texter, bland annat har den danska rockgruppen Gasolin haft en hit med denna melodi och egen dansk text, Stakkels Jim. I december 2020 släppte Thomas Stenström sin egen version av sången under titeln Ser du månen där du är ikväll? (Tillsammans igen) med nyskriven svensk text. Låten gjordes som ledmotiv till Cancerfondens årliga julfilm, och nådde under närmaste månaderna stora listframgångar, med en tredje plats som sin högsta placering på Sverigetopplistan.

## Publikation
- Gröna visboken, 1949 (en mängd senare upplagor)
- Julens önskesångbok, 1997 (engelska samt på svenska som "Skall gamla vänner" med text av Lennart Hellsing), under rubriken "Nyare julsånger"